# لسلی فنتون
لسلی فنتون (انگلیسی: Leslie Fenton؛ ‏ ۱۲ مارس ۱۹۰۲ – ۲۵ مارس ۱۹۷۸) بازیگر و کارگردان فیلم اهل ایالات متحده آمریکا بود.
از فیلم‌هایی که وی در آن نقش داشته‌است می‌توان به شهرک پسرها، قاتل حرفه‌ای، دشمن مردم، دینامیت، افتخار دیگر ارزشی ندارد، دشمن قسم خورده، پست هوایی، تندر درون و مردی که برگشت اشاره کرد.